# Ernst Melchior
Ernst Melchior (Villach, 26 de juny de 1920 - Rouen, 5 d'agost de 1978) fou un futbolista austríac de la dècada de 1940.
Com a futbolista jugà a Austria Wien, FC Rouen i FC Nantes.
Fou internacional amb Àustria, amb la qual participà en els Jocs Olímpics de 1948.